# Gianluca Busio
Gianluca Cristiano Busio (ur. 28 maja 2002 w Greensboro) – amerykański piłkarz włoskiego pochodzenia występujący na pozycji środkowego pomocnika we włoskim klubie Venezia oraz w reprezentacji Stanów Zjednoczonych. Wychowanek North Carolina Fusion, w trakcie swojej kariery grał także w Sportingu Kansas City.